# روزنامه‌نگاری تجاری
روزنامه‌نگاری تجاری، فعالیت‌های دنیای تجارت را از طریق مقالات یا تحلیل‌ها گزارش می‌دهد. روزنامه‌نگاری تجاری به اخبار مختص صنعت مربوط است، و توجه انحصاری به کالاها مثل نفت و گاز و فلزات و بخش‌های دیگری مثل سفر و غذا و … دارد. بسته به نوع تجارت، از روزنامه‌نگاری تجاری انتظار می‌رود تفسیر درستی از تجارت و دادوستد بدهد.